# Becsületből elégtelen
A Becsületből elégtelen (Mr. Smith Goes to Washington) 1939-ben bemutatott fekete–fehér amerikai filmdráma Frank Capra rendezésében. 
Magyarországon 1941. szeptember 24-én mutatták be.

## Cselekménye
Az Egyesült Államok egyik államában a két szenátor közül az egyik meghalt. A másik Paine szenátor, aki a korrupt milliárdosnak, Jim Taylornak hű embere. Hubert "Happy" Hopper kormányzónak új szenátort kell jelölnie az elhunyt helyére. Jim Taylor az új szenátort is olyannak szeretné látni, aki az ő híve, az ő érdekeinek képviselője. A reformerek azonban a saját jelöltjük mellett állnak ki. Kompromisszumos megoldásként a kormányzó fia Jefferson Smith-t, a Fiúk Lapja (Boy Rangers) fiatal, jóhiszemű szerkesztőjét ajánlja a posztra. A kormányzó úgy véli, hogy a félszeg, tapasztalatlan ifjú könnyen manipulálható lesz, ezért elfogadja a javaslatot. Az újonnan megválasztott szenátor szinte még gyerek, de van önbizalma. Kezdetben nevetnek tapasztalatlanságán, még titkárnője, Clarissa is megmosolyogja.    
Jefferson Smith javaslatot nyújt be a szenátusban, hogy létesítsenek egy nagy ifjúsági tábort, ahol a városi fiatalok a természetben, egészséges környezetben nyaralhatnak. Az elképzelés ütközik Jim Taylor érdekeivel: ő a folyó partján gátat építtetne és a területet a saját hasznára akarja kisajátítani. Hívei megpróbálják rábírni Smith-t, hogy vonja vissza indítványát. Amikor erre nem hajlandó, hajszát indítanak ellene. Hamis tanukkal és iratokkal, a sajtó segítségével megrágalmazzák. Elhíresztelik, hogy az ifjúsági tábor részére kijelölt terület az ő birtoka, és azt drágán az államnak akarja eladni. 
Hiába tiltakozik, mindenki ellene fordul, csak szenátusi titkárnője, Clarissa Saunders áll mellé. Rábeszéli, hogy harcoljon  az igazáért és ha kell, napokig beszéljen a szenátus előtt. Hiába. A Boy Rangers ifjúsági lap is hiába próbálja felvenni a küzdelmet a nagy példányszámú újsággal. Jefferson Smith egyre csüggedtebben harcol a tapasztalt Paine szenátor hadjárata ellen. Már szeretné feladni a kilátástalan küzdelmet és egy alkalommal a szenátus elnöki emelvénye előtt összeesik. Paine szenátorban, aki Jeff apjának barátja volt, egyszerre föltámad a lelkiismeret. Miután öngyilkosságában megakadályozzák, a szenátusban beismeri bűneit, felfedi a valóságot és Jim Taylor üzelmeit. Kiderül Smith ártatlansága, az igazság győz az ármány felett.
Georges Sadoul francia filmtörténész  szerint Frank Capra és társalkotói „Azt tanították, a közönség szórakoztatására, hogy minden a legjobban megy a lehető legjobb demokráciában, ahol a parlament meg tudja fékezni a trösztök rontó szándékait: Becsületből elégtelen. (...) Gyönyörű részei vannak s talán ez Capra legsikeresebb alkotása. Csak az a baj, hogy a két alkotó túlságos engedményeket tett moralizáló hajlamának, s ugyanez a vonás teszi A kék hold völgye, James Hilton regényének e filmváltozatát unalmas és nevetséges allegóriává.” 

## Szereplők
- Jean Arthur – Clarissa Saunders
- James Stewart – Jefferson Smith

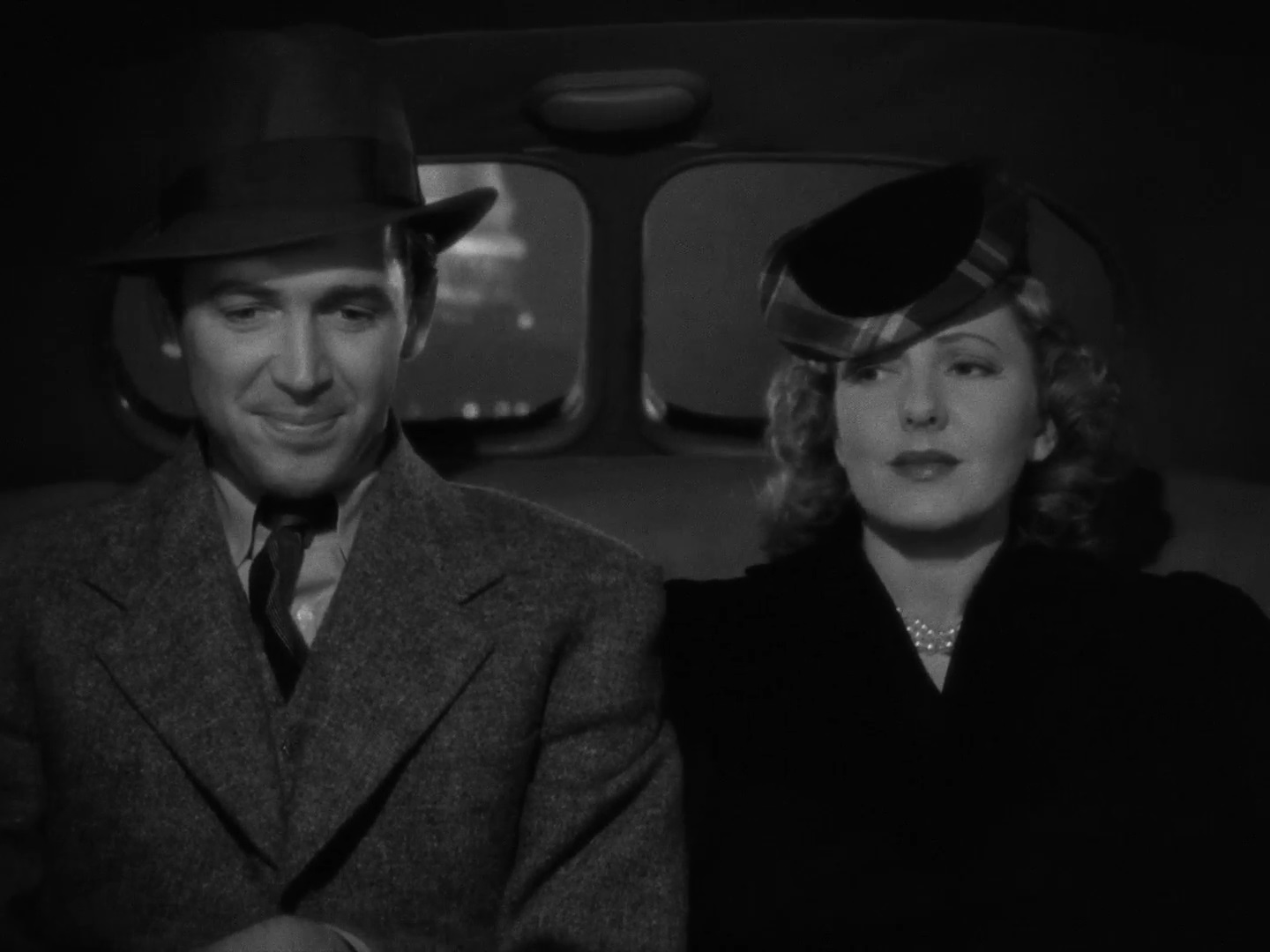
James Stewart és Jean Arthur a taxiban.

- Claude Rains – Joseph Harrison "Joe" Paine szenátor
- Edward Arnold – Jim Taylor
- Guy Kibbee –Hubert "Happy" Hopper kormányzó
- Thomas Mitchell – "Diz" Moore
- Eugene Pallette – Chick McGann
- Beulah Bondi – Ma Smith
- H. B. Warner – a szenátus többségének vezetője
- Harry Carey – a szenátus elnöke
- Astrid Allwyn – Susan Paine
- Ruth Donnelly – Mrs. Hopper
- Grant Mitchell – MacPherson szenátor
- Porter Hall –Monroe szenátor
- Pierre Watkin – a szenátus kisebbségének vezetője
- Charles Lane – "Nosey"
- William Demarest – Bill Griffith
- Dick Elliott – Carl Cook
- Billy Watson
- Delmar Watson
- John Russell
- Harry Watson
- Gary Watson
- Baby Dumpling
- Larry Simms